# Hybristodryinus mon
Hybristodryinus mon (лат.) — ископаемый вид ос рода Hybristodryinus из семейства дрииниды (Dryinidae). Бирманский янтарь, меловой период (сеноманский век, около 99 млн лет). Мьянма. Видовое название mon происходит от имени народности Мон, этнической группы Мьянмы.

## Описание
Мелкие хризидоидные осы. Длина 3,0 мм. От близких видов отличается размером протрохантера, который в 8—9 раз длиннее своей ширины (у H. cretacicus он менее чем в 7 раза длиннее); размером мезотрохантера, который в 3 раз длиннее своей ширины (у H. magnificus он в 6 раза длиннее); полным затылочным килем (у H. shan он неполный и дорзально отсутствует); трапециевидным диском пронотума (у H. ligulatus диск треугольный). Усики 10-члениковые. Нижнечелюстные щупики состоят из 6, а нижнегубные — из 3 члеников. Самцы неизвестны. Переднее крыло с тремя ячейками, закрытыми пигментированными жилками (C, R и 1Cu). У самок этого рода на передних лапках есть клешня, предположительно для удерживания цикадок (Cicadomorpha, Fulgoroidea).
Вид был впервые описан в 2019 году палеоэнтомологами Евгением Перковским (Schmalhausen Institute of Zoology, Украина), Массимо Олми (Tropical Entomology Research Center, Viterbo, Италия), Патриком Мюллером (Германия) и Катериной Мартыновой (Киев).